# Jean Molinet
Jean Molinet (ou, plus rarement, Moulinet) est un des poètes les plus importants parmi les Grands Rhétoriqueurs. Né à Desvres, dans le Boulonnais, en 1435 et mort à Valenciennes le 23 août 1507, il fut aussi chroniqueur attaché à la cour de Bourgogne, et musicien. Il a donné une adaptation en prose du Roman de la Rose qui connut, à son époque, un grand succès.

## Sa vie
Il étudie au Collège de Montaigu à Paris et devient maître des arts.
Il tente alors de s'attacher au roi Louis XI, puis à la duchesse de Bretagne, au comte de Saint-Pol, et même au roi d'Angleterre.
En 1464, il écrit La complainte de Grèce, œuvre politique qui présente le point de vue bourguignon.
Après des années d'errance et d'incertitude, il est engagé par Amédée IX de Savoie en 1467, jusqu'à la mort de ce dernier en 1472.
Après une nouvelle période précaire, il se rapproche de la cour de Bourgogne, sous le règne de Charles le Téméraire, auprès de qui il est armé chevalier et bientôt attaché à la Chancellerie de l'Ordre de la Toison d'or. Il est secrétaire de Georges Chastellain à la mort duquel il succède, en 1475, en tant qu'« indiciaire » (c'est-à-dire chroniqueur officiel de la maison ducale).
Ses chroniques, qui vont de 1474 à 1504, ne furent publiées qu'en 1827 par J. A. Buchon. On leur accorde moins de valeur historique que celles de son prédécesseur Chastellain, mais il offre un tableau vivant et varié de la société contemporaine.
Après la mort de Charles le Téméraire, il passe au service de sa fille Marie.
En 1485, confirmé par Maximilien dans sa charge d'indiciaire, il entre dans le collège des chanoines de Notre-Dame de la Salle le Comte, à Valenciennes.
Il aurait été présent lors de la fin d'Al-Andalus, à Grenade, à la cour d'Isabelle la Catholique et Ferdinand le Catholique, en 1491-1492.
En 1497, il devient conseiller de Philippe le Beau.
Devenu veuf, il se fait prêtre en 1501, jusqu'à sa mort en 1507.
Considéré comme le maître de l'école bourguignonne de poésie, c'est à cette époque qu'il forme son neveu Jean Lemaire de Belges.
Il obtient ses propres armoiries en 1503, lesquelles représentent des moulinets : Molinet avait l'habitude en effet de jouer sur son propre nom (Molinet > moulinet) et d'ajouter un petit moulin à sa signature.
Ses œuvres seront rééditées plusieurs fois jusqu'en 1540, au moment où la Pléiade naissante jettera l'opprobre sur ce mouvement important dans la littérature et la langue française.

## Musicien
Molinet était aussi musicien et compositeur. Mais seul le rondeau Tart ara mon cueur sa plaisance peut lui être attribué de façon certaine. C'est un chant pour quatre voix (quand trois était la norme courante) qui fut très populaire et très répandu.
À la mort de Johannes Ockeghem en février 1497, il écrivit l'élégie Nymphes des bois, mise en musique par Josquin Desprez dans son célèbre motet Déploration de la mort de Johannes Ockeghem.
Il correspondait également avec les compositeurs Antoine Busnois et Loyset Compère, de l'école bourguignonne.

Dans un long poème en hommage au musicien Jean Ockeghem, Guillaume Crétin s'adresse à son ami Molinet en lui demandant de composer « quelque petit volume » sur le défunt. Plus tard, Molinet lui ayant envoyé les quelques vers qu'il lui demandait, Crétin écrit : 

« ...Et semble que Tulle par eloquence (...) et Octovien par melliflue rethoricque n'aient estés dignes d'arrouser leurs plumes en tes ruisseaux pegasees. »

## Œuvre
Il est l'auteur d'une œuvre poétique très diverse, comprenant des poèmes de circonstance, des poésies religieuses, mais aussi des parodies de textes sacrés, de prières liturgiques ou de sermons, ainsi que des poésies familières (par exemple, Nymphes des bois) et des fatrasies. On lui doit des poèmes comme Le testament de guerre et Les ressources du petit peuple, très marqués par la veine politique et l'influence de François Villon. L'ensemble de ses poèmes a été publié par Noël Dupire à la veille de la Seconde Guerre Mondiale.
Entre 1482 et 1492, il écrit un ouvrage intitulé L'Art de la Rhétorique.
Considéré comme l'un des plus grands poètes de son temps par ses contemporains, ses œuvres sont fréquemment rééditées jusqu'au milieu du XVIe siècle.
C'est, avec son neveu et disciple Jean Lemaire de Belges, l'un de ceux que l'on a appelés Grands rhétoriqueurs.
Il est l'auteur probable du Mystère de Judith et Holofernés, inclus dans le Mistére du Viel Testament, l'un des plus longs drames religieux français du Moyen Age. C'est un récit très original, tant par son sujet, rarement traité dans les mystères, que par son style, qui hésite entre drame et burlesque, critique sociale et spiritualité personnelle.

## Souvenir
Une école primaire porte son nom et sa statue est sise à côté de l'église de Desvres. À Valenciennes, une rue porte son nom.
En 2007 est fêté le cinq-centenaire de la mort de cet écrivain.